# Павлівське (Сумський район)
Па́влівське — село в Україні, Сумській області, Сумському районі. Населення становить 18 осіб. До 2020 орган місцевого самоврядування — Куянівська сільська рада.

## Географія
Село Павлівське розташоване на автомобільному шляху Т 1904 між селами Сергіївка та Воронине (1 км).
Поруч пролягає залізнична гілка.

## Назва
На території України 4 населених пункти із назвою Павлівське.

## Населення

### Мова
Розподіл населення за рідною мовою за даними перепису 2001 року:
| Мова       | Кількість | Відсоток |
| ---------- | --------- | -------- |
| українська | 18        | 100%     |

## Історія
Село постраждало внаслідок геноциду українського народу, проведеного урядом СРСР 1923—1933 та 1946–1947 роках.
12 червня 2020 року, відповідно до розпорядження Кабінету Міністрів України № 723-р «Про визначення адміністративних центрів та затвердження територій територіальних громад Сумської області», село увійшло до складу Білопільської міської громади.
19 липня 2020 року, в результаті адміністративно-територіальної реформи та ліквідації Білопільського району, село увійшло до складу новоутвореного Сумського району.